# Brzezinka (Oświęcimski)
Brzezinka (Duits: Birkenau) is een dorp in het zuiden van Polen, ongeveer 3 kilometer van de stad Oświęcim (Auschwitz). In dit dorp was het vernietigingskamp Auschwitz-Birkenau gevestigd.

## Algemene informatie
Het dorp ligt bij de samenvloeiing van de rivieren Wisla en Soła, in het midden van het Weichseldal, 240 meter boven de zeespiegel.
Er staan twee grote fabrieken:
- Maszyn Górniczych "Omag", die in de jaren 1930 Spółka Akcyjna Zjednoczenia Fabryk Maszyn ik Samochodów "Auschwitz" genoemd werd (Verenigde machine- en auto-industrie Auschwitz). Deze fabriek maakte de "Oświęcim-Praga" die de Rally van Monte Carlo won.
- Polinova (in de volksmond bekend als Papownia).

## Geschiedenis

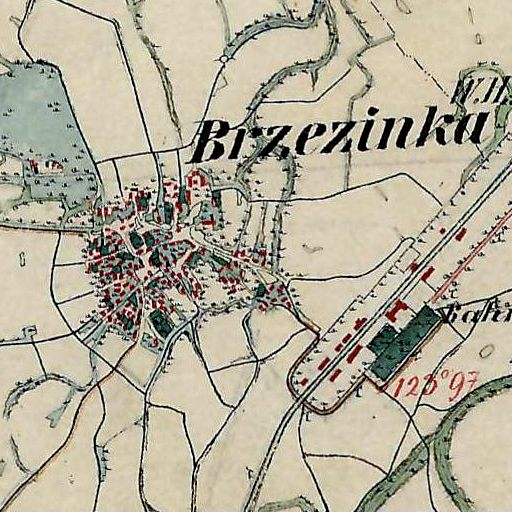
Brzezinka, 1869

De naam van het dorp is afkomstig van het woord voor berkenboom (pools: brzoza). De naam werd voor het eerst vermeld in 1385. Van 1440 tot 1483 was Brzezinka eigendom van Jan Brzeziński.
Politiek behoorde het dorp toen tot het hertogdom Auschwitz, dat in 1315 ontstond tijdens de feodale opsplitsing van Polen. Het werd geregeerd door een lokale tak van de Piastdynastie. In 1327 werd het hertogdom een leen van het koninkrijk Bohemen. In 1457 ging Jan IV van Auschwitz akkoord met de verkoop van het hertogdom aan de Poolse Kroon, en in het begeleidende document wordt het dorp vermeld als Brzesinka.
Het grondgebied van het hertogdom Auschwitz werd in 1564 opgenomen in Polen. Bij de Eerste Poolse Deling in 1772 werd het deel van het Oostenrijkse koninkrijk Galicië. Na de Eerste Wereldoorlog en de val van Oostenrijk-Hongarije werd het deel van Polen. Het werd geannexeerd door nazi-Duitsland aan het begin van de Tweede Wereldoorlog.
Na deze annexatie werd het dorp gekozen door de Duitsers als de site van het Auschwitz-Birkenau vernietigingskamp, het middelpunt van de "Endlösung der Judenfrage". Het dorp werd gesloopt om Auschwitz-Birkenau te kunnen bouwen.
Na de oorlog werd het gebied teruggegeven aan Polen en na de oorlog is een gelijknamig dorp herbouwd naast het voormalige vernietigingskamp.
De resten van het kamp zijn onderdeel van het Staatsmuseum Auschwitz-Birkenau geworden ter herdenking van de slachtoffers van het nazisme en de Holocaust.